# Bathyzona
Bathyzona is een geslacht van zeekomkommers uit de familie Synallactidae.

## Soorten
- Bathyzona incerta Koehler & Vaney, 1905